# 菲夏诺
菲夏诺（義大利語：Fisciano），是意大利萨莱诺省的一个市镇。总面积31.52平方公里，人口13527人，人口密度429.2人/平方公里（2009年）。ISTAT代码为065052。